# Duncan Campbell (Unternehmer)
Duncan Campbell (* 1726; † 1803) war erfolgreicher und einflussreicher Händler im Westindiengeschäft, Reeder und Plantagenbesitzer auf Jamaika und spielte eine Schlüsselrolle bei der Aussiedlung britischer Gefangener nach Australien.

## Leben
Zwischen 1749 und 1757 fuhr Campbell eigenverantwortlich im Westindienhandel, wobei er in Jamaika Rebecca kennenlernte, die er 1753 heiratete. Sie war die spätere Erbin der Plantage Saltspring in Hanover Parish (Jamaika).
1758 wurde er in das Trinity House, London berufen und erweiterte sein Geschäft auf Virginia und die übrigen britischen Kolonien in Nordamerika. Im selben Jahr wurde er Juniorpartner eines John Steward.
John Stewart&Campbell erzielte mit der Regierung einen Kontrakt über den Transport von jährlich 500 Gefangenen nach Virginia und Maryland.
1772 übernahm Campbell das Management der Transporte und war nebenbei inzwischen auch Tabakgroßhändler, bis der Ausbruch des Unabhängigkeitskrieges 1775 diese lukrativen Geschäfte unmöglich machte.
Da Gefangene nicht mehr nach Amerika verschifft werden konnten, hielt Campbell sie in London auf ausgemusterten Schiffen auf der Themse fest, was jedoch bald Anstoß erregte, da es als Bedrohung der öffentlichen Ordnung und Sicherheit betrachtet wurde. Auf Campbells Betreiben wurden die Gefangenen später auf Schiffe der First Fleet verteilt, die Portsmouth mit Ziel Botany Bay am 13. Mai 1787 verließ. Auch für die Beschickung des zweiten und dritten Gefangenentransports, 1789 und 1791, war Campbell zuständig.
Als Vorsitzender einer Lobby, die Abgeltung für amerikanische Schulden aus der Zeit vor der Revolution erreichen wollte, traf Campbell im April 1787 mit Thomas Jefferson zusammen, um über einen Betrag von 2,5 Millionen £ zu verhandeln.
Ebenfalls 1787 stand er in engem Kontakt zu Arthur Phillip, dem Gründer und ersten Gouverneur von New South Wales.
Mit William Bligh, dem Kommandanten der Bounty, war Campbell verwandtschaftlich verbunden: Elizabeth Bligh, geborene Betham, war Campbells Nichte, und Bligh hatte das Kommando einiger seiner Schiffe in der Westindienfahrt. Auch der spätere Anführer der Meuterei auf der Bounty, Fletcher Christian, war mit Campbell bekannt und hatte ihm bereits gedient, und auf zwei Fahrten sogar unter Bligh.
Zuletzt: Nach einzelnen Quellen soll die Bounty (ex Bethia) ein früheres Schiff Campbells gewesen sein, das nach Betham benannt gewesen sei und das er dann der Krone verkauft habe.